# Nauni
Nauni, Nani o, fins i tot, Entiun va ser una princesa egípcia de la XXI dinastia. Probablement era filla del gran sacerdot, després el faraó, Pinedjem I i de Tentnabekhenu, de la qual només se'n té notícia pel papir funerari de Nauni.

## Biografia
| n · G1 · Z2ss | n · Z4 · M17 · M17 | B1 |

| n · G1 · Z2ss | n · Z4 · M17 · M17 | B1 |

Els seus títols, coneguts perquè estaven inscrits a la seva tomba, eren "Filla del Rei del seu cos", "Cantant d'Amun" i "Dona de la Casa". Aquest darrer títol apareix sobre una figura d'Osiris que formava part del seu enterrament.
Es considera a Nauni filla de Pinedjem perquè va ser enterrada a Deir el-Bahari, un lloc d'enterrament habitual de la família reial d'aquest període; aquest emplaçament es troba prop de Bab el-Gasus, lloc d'enterrament habitual de sacerdots. Tant Henuttaui, una altra filla de Pinedjem, com Djedmutesankh, la seva jove, van ser enterrades a prop. A més tant la mòmia com els taüts de Henuttaui presenten similituds amb les de Nauni. La mare de Nauni, Tentnabekhenu, també se l'anomena "Filla del Rei" al llibre dels morts. No és clar si Tentnabekhenu era filla de Herihor o potser d'un rei tanita.

## Mort i enterrament
La mòmia va ser oberta per Winlock i examinada posteriorment per Derry i el mateix Winlock el 1929 o 1930. Nauni era de constitució petita (feia al voltant d'1,45 m) i grassoneta, com dos dels altres fills de Pinedjem, Henuttaui i el gran sacerdot Masaharta. Tenia uns 70 anys quan va morir.
La tomba de tebana TT358, on va ser enterrada, pertanyia originalment a una reina de principis de principis de la XVIII dinastia, Ahmose-Meritamon, la cunyada de Amenofis I. La tomba va ser restaurada l'any 19 del regnat de Pinedjem i va servir per a enterrar-hi a Nauni; segons Winlock, una generació després, perquè els responsables de l'enterrament de Nauni desconeixien el pla original de la tomba.

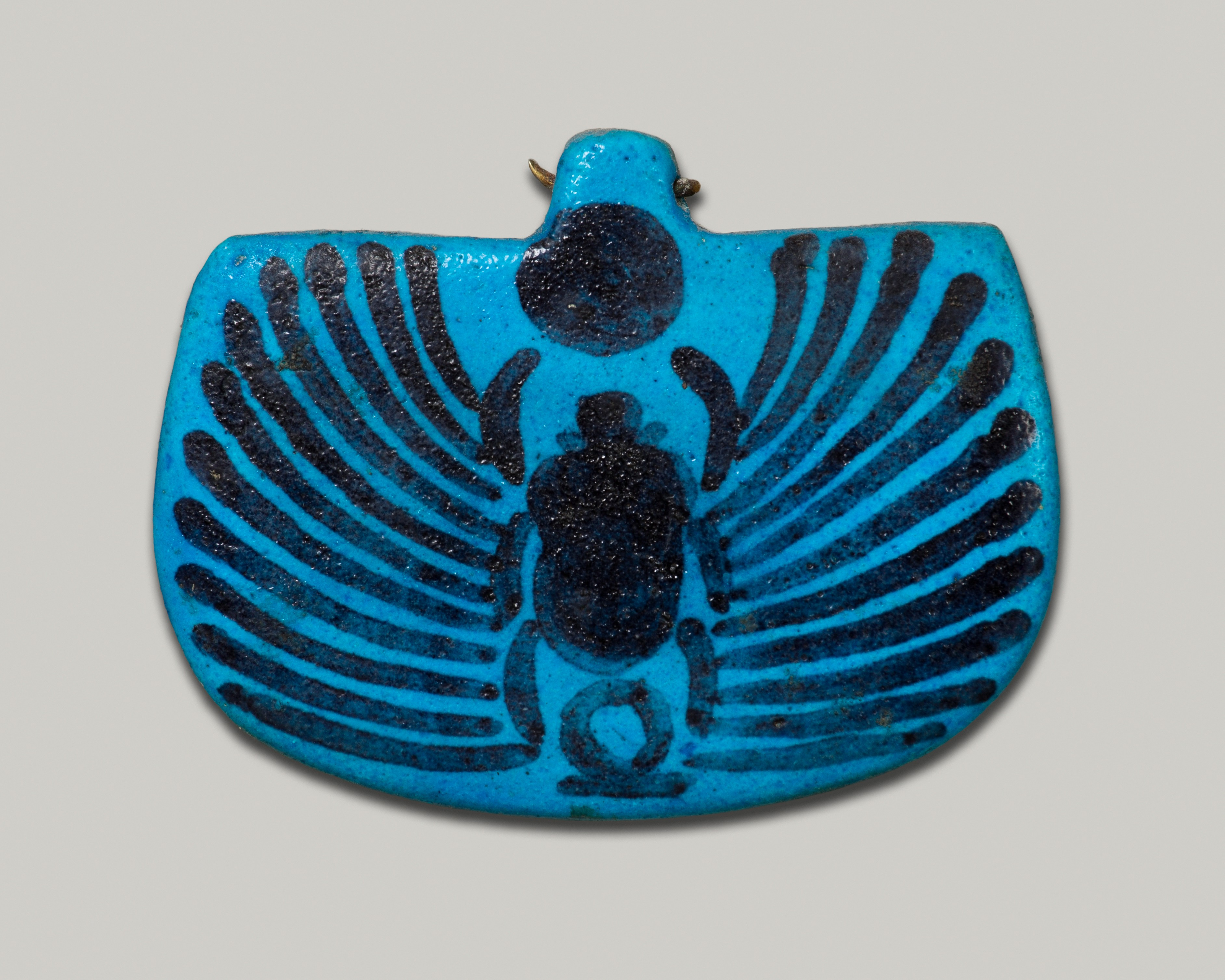
Escarabeu pectoral de la mòmia de Nauni.

Els taüts policromats de Nauni van ser dissenyats originalment per a la seva mare. Entre els objectes de la seva tomba, es van trobar 392 uixeptis (en set caixes), un escarabeu, una figura d'Osiris i una còpia del Llibre dels Morts (dins de la figura que estava buida). Aquest llibre dels morts forma part de la col·lecció del Metropolitan de Nova York.